# Hana Kimura

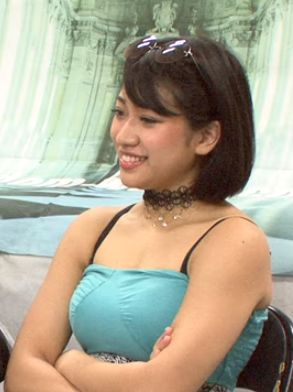
Hana Kimura (2017)

Hana Kimura  (anhörenⓘ, japanisch 木村 花 Kimura Hana; * 3. September 1997 in Yokohama; † 23. Mai 2020 in Tokio) war eine japanische Wrestlerin und Schauspielerin.

## Leben
Kimura war die Tochter von Kyoko Kimura, die ebenfalls eine professionelle Wrestlerin war. Im Alter von einem Jahr wurde sie von ihrem Vater getrennt. Obwohl die Identität ihres leiblichen Vaters nicht öffentlich bekannt ist, hat Kimura in Interviews erwähnt, dass er aus Indonesien stamme, und aus diesem Grund bezeichnete sie sich selbst als indonesisch-japanisch. Sie wurde als Kind wegen ihrer gemischten ethnischen Herkunft gehänselt. Wegen ihrer Teilnahme an der japanischen Reality-TV-Sendung Terrace House geriet sie in die Kritik. Sie erhielt zahlreiche negative Nachrichten und Kommentare in sozialen Netzwerken und litt deshalb unter Depressionen. Am 23. Mai 2020 wurde sie tot in ihrer Wohnung gefunden. Als Todesursache wurde Suizid durch eine Überdosis Schwefelwasserstoff vermutet. Ihr Tod befeuerte in Japan die Diskussion um die Gesetze gegen Cyber-Mobbing, welche schließlich im Juni 2022 deutlich verschärft wurden.

## Karriere
Am 21. August 2005 erhielt die 7-jährige Kimura den Ironman Heavymetalweight Championship der japanischen Wrestling-Liga DDT Pro-Wrestling, welchen sie unmittelbar danach an ihre Mutter abgeben musste. In den 2010er Jahren trainierte sie an der Wrestle-1's Professional Wrestling Universität. Am 30. März 2016 feierte sie ihr Debüt gegen Reika Saiki, welches sie gewann. Am 7. August desselben Jahres trat sie gegen ihre Mutter an. Beim JWP Junior Championship holte sie sich am 16. September 2016 gegen Yako Fujigasaki den Titel, welchen sie nach einer Niederlage bei der Revanche am 28. Dezember desselben Jahres ihrer Kontrahentin wieder zurückgeben musste. Um diese Zeit erschien sie im World Wonder Ring Stardom. Am 2. Oktober 2016 hat Kimura gemeinsam mit ihrer Mutter und Kagetsu die Artist of Stardom Championship gewonnen. Hana Kimura gewann am 21. Juni 2017 den Goddess of Stardom Championship beim Stardom's Galaxy Stars Event, dessen Titel sie ein Jahr innehielt. Am 9. Januar 2018 wurde sie ein festes Wrestle-1-Mitglied. Sie nahm an diversen Touren wie Ring of Honor und Pro-Wrestling: EVE teil. Schließlich verließ Hana Kimura Wrestle-1 am 21. März 2019 und wechselte zur World Wonder Ring Stardom.
Als Schauspielerin wirkte sie in Tokyo Talk Show (2017), Terrace House: Tokyo (2019–2020) und Lost Decade (2020) mit.